# Christine Guldbrandsen
Christine Guldbrandsen, född 19 mars 1985 i Bergen, är en norsk sångerska som är internationellt känd mest för att sin medverkan i Eurovision Song Contest 2006 och inom Skandinavien för sina musikalbum Surfing in the Air och Moments.

## Karriär
Debutalbumet släpptes år 2003 och hade titeln Surfing in the Air och var en stor succé i Norge. Efter sin stora succé släpptes albumet snart även i Finland. Totalt har albumet sålt i 30 000 exemplar, vilket är väldigt bra för en norsk debutartist. Den mest minnesvärda låten från skivan var låten med samman namn som albumet, "Surfing in the Air"' som även var en stor radiohit. Till låten spelades en exotisk musikvideo in på Island.
Efterföljaren till debutalbumet blev Moments och släpptes i december 2004. Albumet blev inte lika populärt som debuten, men kom dock med i VG-lista Topp 40. Låten "Because of You" spelades flitigt på radiokanalerna, speciellt i P1 vilken är Norges populäraste kanal. Christines musikstil är inspirerad av norsk- och nordisk folkmusik.
Hon vann den norska uttagningen Norsk Melodi Grand Prix 2006 till Eurovision Song Contest 2006 med sin låt "Alvedansen". I finalen i Aten slutade hon på fjortonde plats med 36 poäng. Bidraget fick två poäng från Sverige.

## Diskografi
Album
- 2003 – Surfing in the Air
- 2004 – Moments
- 2007 – Christine
- 2011 – Colors

Singlar
- 2003 – "Surfing in the Air"
- 2004 – "Sommernatt ved fjorden" (med Rein Alexander)
- 2004 – "Because of You"